# Pseudomicronia bundutuhan
Pseudomicronia bundutuhan är en fjärilsart som beskrevs av Holloway 1998. Pseudomicronia bundutuhan ingår i släktet Pseudomicronia och familjen Uraniidae. Inga underarter finns listade.